# Мётченский сельсовет
Мётченский сельсовет (бел. Мётчанскі сельсавет) — административная единица на территории Борисовского района Минской области Белоруссии. Административный центр — деревня Новая Мётча.

## История
28 июня 2013 года в состав сельсовета вошли 10 населённых пунктов упразднённого Оздятичского сельсовета.

## Состав
Мётченский сельсовет включает 32 населённых пункта:
- Антоневичи — деревня
- Аскерки — деревня
- Беги — деревня
- Берня — деревня
- Большая Ухолода — деревня
- Борки — деревня
- Добрицкое — деревня
- Дроздино — деревня
- Заберье — деревня
- Завалы — деревня
- Зелёная Дубрава — деревня
- Каменка — деревня
- Клыпенка — деревня
- Колки — деревня
- Корма — деревня
- Лавница — деревня
- Леоново — деревня
- Малая Ухолода — деревня
- Маталыга — деревня
- Мулище — деревня
- Новая Мётча — деревня
- Оздятичи — агрогородок
- Хутор Осов — деревня
- Падневка — деревня
- Селище — деревня
- Старая Мётча — деревня
- Студёнка — деревня
- Унтальянка — деревня
- Черневка — деревня
- Чёрный Осов — деревня
- Шобики — деревня
- Ярцевка — деревня